# Morte e Vida Severina

## Tracce
I testi e le musiche sono di João Cabral de Melo Neto e Airton Barbosa, eccetto dove diversamente indicato.
1. De sua formosura
2. Severino / O rio
3. Notícias do alto sertão
4. Mulher na janela (Melo Neto, Airton Barbosa, Chico Buarque)
5. Homens de Pedra
6. Todo o céu e a Terra
7. Encontro com o canavial
8. Funeral de um lavrador (Melo Neto, Chico Buarque)
9. Chegada ao recife
10. As ciganas
11. Despedida do agreste
12. O outro recife
13. Fala do mestre carpina